# Context verlag Augsburg
Der context verlag Augsburg befasst sich vorrangig mit Regionalica, Kulturtourismus und Geschichte. Geographische Schwerpunkte liegen dabei auf Augsburg, auf dem bayerischen Schwaben, dem angrenzenden Baden-Württemberg sowie auf Nürnberg und Regensburg. Zu diesen Schwerpunkten gibt der Verlag hauptsächlich Kulturreiseführer, Sachbücher und Bildbände heraus.

## Geschichte und Programm
Der Verlag wurde 2006 von Martin Kluger gegründet. Thematische Schwerpunkte des Verlagssortiments sind Stadtführer, Kulturreiseführer und Sachbücher zu mit Süddeutschland verbundenen Persönlichkeiten und Themen der Geschichte (Fugger, Mozarts, Elias Holl etc.) sowie Bildbände. Beispielsweise wird die Historie der Fugger und der Augsburger Fuggerei in mehreren Titeln behandelt.
Herausgeber im context verlag Augsburg waren bislang der Bezirk Schwaben, die Fürstlich und Gräflich Fuggerschen Stiftungen, die Städte Augsburg, Donauwörth und Gersthofen, die Stadtwerke Augsburg, mehrere Tourismusverbände und Vereine sowie Medienunternehmen mit Sitz in Nürnberg, Regensburg, Aschaffenburg und im Allgäu. Zu den bekanntesten Autoren zählt Karl Ganser, der „Architekt des neuen Ruhrgebiets“.
2011 erschien im context verlag Augsburg das EU-kritische Buch Europa?, eine Sammlung von Reden und Texten des Präsidenten der Tschechischen Republik Václav Klaus.
Der Verlag gibt zudem im Auftrag der Regio Augsburg Tourismus GmbH das jährlich erscheinende Reisemagazin Augsburg. Wittelsbacher Land & Augsburger Land heraus. Im Verlag erscheint auch das jährliche Fachmagazin die Flussmeister. Magazin für die Wasserwirtschaft, herausgegeben vom Bund der Flussmeister Bayerns e.V.
Der context verlag konzipierte die 2012 eingereichte Interessenbekundung der Stadt Augsburg, Historische Wasserwirtschaft Augsburg als UNESCO-Welterbe schützen zu lassen (Wasserbau und Wasserkraft, Trinkwasser und Brunnenkunst in Augsburg) und brachte das Begleitbuch Historische Wasserwirtschaft und Wasserkunst in Augsburg heraus. Seither sind im context verlag zahlreiche weitere Bücher zu diesem Thema erschienen, so wurde unter anderem 2015 der Titel Augsburgs historische Wasserwirtschaft. Der Weg zum UNESCO-Welterbe herausgegeben.